# Chiloé (otočje)
Chiloé  (španjolski: Archipiélago de Chiloé ) je otočje u Čileu. Odvojen je od kopna Čilea kanalom Chacao na sjeveru, Chiloé morem na istoku i zaljevom Corcovado na jugoistoku. Cijelo otočje, osim otoka Desertores, dio su pokrajine Chiloé. Glavni otok je Chiloé (Isla Grande de Chiloé). Otočje je nadaleko poznato po svojem prepoznatljivom folkloru, mitologiji, kuhinji i jedinstvenoj arhitekturi (drvene crkve Chiloéa).

## Zemljopis
Otočje se nalazi u regiji Los Lagos u središnjem Čileu. Površina mu je 9.181 km2 što je 1,21% površine Čilea. Najveći otok je Chiloé s 8.394 km², Quinchao sa 120 km², Lemuy s 97 km² i Talcán s 50 km².

## Stanovništvo
Popis općina s brojem stanovnika:
- Castro (29.148)
- Ancud (27.292)
- Quellón (13.656)
- Dalcahue (4.933)
- Chonchi (4.588)
- Achao (3.452)
- Queilén (1.912)
- Quemchi (1.665)
- Cucao (oko 1.000)

Prema podacima iz 2002. godine na otocima živi 154.766 stanovnika, dok je prosječna gustoća naseljenosti 16,9 stan./km2.

## Vanjske poveznice
- Mitologija Chilota
- Fotografije Chiloé